# Великий элемозинарий
Великий Элемозинарий Его Святейшества (лат. Elemosinerius Apostolica) — официальный папский раздатчик милостыни, префект Дикастерии по служению благотворительности, одно из трёх лиц при Папском дворе, сохраняющее свой пост после смерти папы римского, наряду с великим пенитенциарием и камерленго. Он «продолжает исполнять служение милосердия в соответствии с критериями, используемыми в период понтификата папы римского» (апостольская конституция Universi Dominici Gregis, 22).
Ныне великим элемозинарием Его Святейшества является кардинал Конрад Краевский.

## Великие элемозинарии
- монсеньор Марио Бовио (1621 — 1623);
- монсеньор Агостино Ореджи (6 августа 1623 — 28 ноября 1633 — возведён в кардиналы-священники);
- монсеньор Бартоломео Ореджи (28 ноября 1633 — 1644);
- монсеньор Вирджилио Спада, C.O. (1644 — 1659);
- монсеньор Франческо Феррини (1659 — ?);
- архиепископ Федерико Качча (15 июля 1691 — 13 апреля 1693 — назначен архиепископом Милана);
- архиепископ Алессандро Бонавентура (13 апреля 1693 — 7 февраля 1721, до смерти);
- монсеньор Иньяцио Ферранте (8 мая 1721 — 1722, до смерти);
- архиепископ Антонио Таска (1722 — 1727);
- архиепископ Никола Саверио Альбини (20 января 1727 — 11 апреля 1740, до смерти);
- монсеньор Теодор Боккападули (апрель 1740 — 1777);
- архиепископ Джузеппе Мария Контесини (1778 — 1784);
- архиепископ Грегорио Банди (17 декабря 1787 — 10 апреля 1802, до смерти);
- архиепископ Франческо Бертаццоли (24 мая 1802 — 10 марта 1823 — возведён в кардиналы-священники);
- архиепископ Филиппо Филонарди (16 мая 1823 — 3 июля 1826 — назначен архиепископом Феррары);
- архиепископ Джованни Солья Черони (2 октября 1826 — 3 июня 1834 — назначен секретарь Священной Конгрегации по делам епископов и монашествующих);
- архиепископ Людовико Теволи (23 июня 1834 — 9 апреля 1856, в отставке);
- патриарх Альберто Барболани ди Монтауто (16 июня 1856 — 29 октября 1857, до смерти);
- архиепископ Густав Адольф фон Гогенлоэ-Шиллингсфюрст (7 ноября 1857 — 22 июня 1866 — возведён в кардиналы-священники);
- архиепископ Фредерик-Франсуа-Ксавье Гилян де Мерод (10 июля 1866 — 11 июля 1874, до смерти);
- архиепископ Алессандро Санминьятелли Дзабарелла (31 июля 1874 — 22 декабря 1906, в отставке);
- архиепископ Аугусто Силий (22 декабря 1906 — 6 декабря 1916 — назначен вице-камерленго Апостольской Палаты);
- архиепископ Джованни Баттиста Назалли Рокка Ди Корнелиано (6 декабря 1916 — 21 ноября 1921 — назначен архиепископом Болоньи);
- архиепископ Карло Кремонези (29 декабря 1921 — 16 декабря 1935 — возведён в кардиналы-священники);
- архиепископ Джузеппе Мигоне (19 декабря 1935 — 1 января 1951, до смерти);
- архиепископ Диего Венини (12 января 1951 — 16 декабря 1968, в отставке);
- архиепископ Антонио Мария Травья (16 декабря 1968 — 23 декабря 1989, в отставке);
- архиепископ Оскар Риццато (23 декабря 1989 — 28 июля 2007, в отставке);
- архиепископ Феликс дель Бланко Прието (28 июля 2007 — 3 ноября 2012, в отставке);
- архиепископ Гвидо Поццо (3 ноября 2012 — 3 августа 2013 — назначен  секретарём Папской Комиссии Ecclesia Dei);
- кардинал Конрад Краевский (3 августа 2013 — по настоящее время).